# James Bruton
| 23707 Chambliss     | 4 ottobre 1997 |
| 136803 Calliemorgan | 6 marzo 1997   |

James Bruton (...) è un astronomo amatoriale statunitense di professione docente di matematica.
Il Minor Planet Center gli accredita le scoperte di due asteroidi, effettuate entrambe nel 1997.